# Абдеррахман Самба
Абдеррахман Самба (англ. Abderrahman Samba) (нар. 5 вересня 1995) — катарський легкоатлет мавританського походження, який спеціалізується у бар'єрному бігу, володар одного з найкращих результатів у бігу на 400 метрів з бар'єрами за всю історію дисципліни (46,98), чемпіон та рекордсмен Азії.
На чемпіонаті світу-2019 здобув «бронзу» у бігу на 400 метрів з бар'єрами.